# Antoni Estruch i Serrabogunyà
Antoni Estruch i Serrabogunyà (Sabadell, 1 de gener de 1899 - Sabadell, 18 de novembre de 1950) fou un futbolista català dels anys 1920 i empresari del tèxtil.

## Trajectòria
Estruch jugava a la posició de porter. Passà tota la seva trajectòria al Centre d'Esports Sabadell, on jugà durant nou temporades entre 1919 i 1928.
Fou un dels porters catalans més destacats de la seva època per les seves brillants actuacions. Fou comparat múltiples vegades amb el cèlebre Ricard Zamora, el Diví. Sobre aquesta rivalitat, s'explica l'anècdota d'un enfrontament CE Sabadell-RCD Espanyol on l'Estruch i en Zamora eren el gran atractiu del partit, i quan fou assenyalat un penal contra els espanyolistes, va ser el mateix Estruch el que es va encarregar d'executar-lo i va batre al seu gran rival.
Una lesió li impedí debutar amb la selecció espanyola l'any 1922. Amb la selecció catalana jugà en diverses ocasions durant els anys 20, entre d'altres fou convocat en dos partits amb la selecció a Zúric i Praga, on fou suplent.
Es retirà el 1928 i passà a fer-se càrrec de l'entrenament de porters del club, compaginant-ho amb el càrrec de directiu que tenia a l'empresa familiar tèxtil. Va morir a Sabadell a finals de 1950. A l'estadi de la Creu Alta té dedicada una làpida en honor seu.

## Galeria d'imatges
- Partit CE Sabadell-FC Barcelona a l'Estadi de la Vella Creu Alta de Sabadell. Anys vint del segle XX